# David Rollins (acteur)
Pour les articles homonymes, voir David Rollins et Rollins.

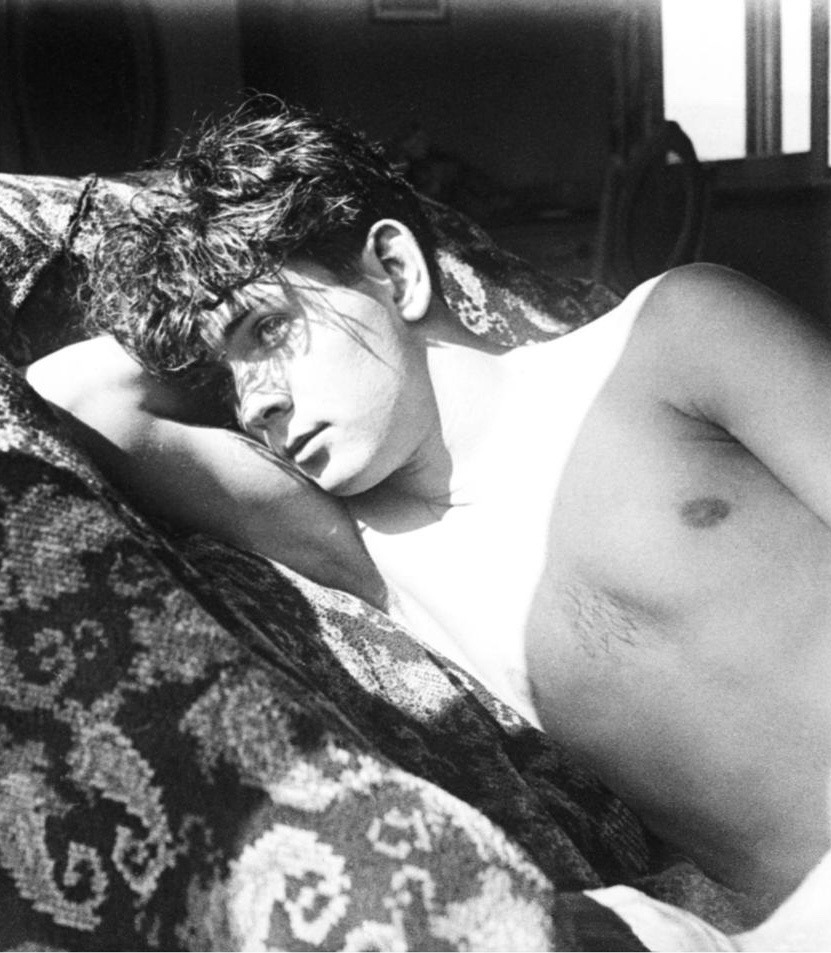
David Rollins en 1927

David Rollins, né le 2 septembre 1907 à Kansas City, mort le 6 août 1997 à Encinitas en Californie, est un acteur américain dont la carrière au cinéma n'a duré qu'entre 1927 et 1932, période durant laquelle il a tourné dans seize longs métrages.

## Biographie
Le plus jeune d'une famille de six enfants, David Rollins naît en 1907 à Kansas City dans le Missouri. Son père était le gérant d'un restaurant. Il fait ses études à Kansas City avant de se rendre à Glendale en Californie en 1925 où il obtient son baccalauréat. Sa sœur Martha est également actrice sous le nom de Sandra Morgan. 
Son premier rôle au cinéma est dans High School Hero (en), film considéré comme perdu. Il apparait dans une douzaine de films dans les années suivantes, dont plusieurs pour Fox Films avec lequel il était sous contrat. 
Son premier rôle sonore est celui d'un pilote dans Les Rois de l'air (The Air Circus), réalisé par Howard Hawks. En 1930, il est remarqué dans le western La Piste des géants (The Big Trail), le premier film où apparait John Wayne.
Après le déclin de sa carrière au cinéma, il s'installe à Encinitas en Californie, et devient cultivateur d'avocats. David Rollins meurt en 1997. Il est incinéré et ses cendres sont dispersées dans l'Océan Pacifique.

## Filmographie
| Année | Titre                                   | Rôle                    | Notes                                                                         |
| ----- | --------------------------------------- | ----------------------- | ----------------------------------------------------------------------------- |
| 1927  | High School Hero (en)                   | Allen Drew              | Consideré comme perdu                                                         |
| 1928  | Thanks for the Buggy Ride               | Harold McBridge         | Consideré comme perdu                                                         |
| 1928  | Win That Girl                           | Johnny Norton III       | Consideré comme perdu                                                         |
| 1928  | Les Rois de l'air (The Air Circus)      | Buddy Blake             | Une version muette existe, mais la version sonore est considérée comme perdue |
| 1928  | Prep and Pep                            | Cyril Reade             | Consideré comme perdu                                                         |
| 1928  | Riley the Cop                           | David “Davy” Collins    |                                                                               |
| 1929  | La Garde noire (The Black Watch)        | Lt. Malcolm King        |                                                                               |
| 1929  | Fox Movietone Follies of 1929           | Uncredited              | Consideré comme perdu                                                         |
| 1929  | Why Leave Home?                         | Oscar                   | Consideré comme perdu                                                         |
| 1929  | Happy Days                              | Minstrel Show Performer |                                                                               |
| 1929  | Love, Live and Laugh (en)               | Pasquale Gallupi        | Consideré comme perdu                                                         |
| 1930  | L'Intruse (City Girl)                   | Non crédité             |                                                                               |
| 1930  | La Piste des géants (The Big Trail)     | Dave Cameron            |                                                                               |
| 1931  | Morals for Women                        | Bill Huston             |                                                                               |
| 1932  | Mis à l'épreuve (Probation)             | Alec                    |                                                                               |
| 1932  | L'Express fantôme (The Phantom Express) | Jackie Nolan            |                                                                               |

| Courts métrages | Courts métrages        | Courts métrages    | Courts métrages |
| Année           | Titre                  | Rôle               | Notes           |
| --------------- | ---------------------- | ------------------ | --------------- |
| 1928            | Love is Blonde         | Non crédité        |                 |
| 1928            | Forget Me Not          | The Toymaker’s Son |                 |
| 1931            | Mama Loves Papa        | Dave Culpepper     |                 |
| 1931            | The Kick-Off           | Dave Smith         |                 |
| 1932            | Love Pains             | Dave               |                 |
| 1932            | The Hollywood Handicap | Character          |                 |